# Верхний Пидж
Верхний Пидж — река в России, протекает по Троицко-Печорскому району Республики Коми. Устье реки находится в 1335 км по правому берегу реки Печора. Длина реки составляет 56 км. Площадь водосборного бассейна — 550 км².
В 10 км от устья принимает слева реку Вадъявож.
Исток реки в болотах в 22 км к северо-востоку от деревни Русаново. От истока течёт на север, затем резко поворачивает на юго-запад. Русло сильно извилистое, в низовьях образует многочисленные старицы. Всё течение проходит по ненаселённому заболоченному таёжному лесу, на берегах несколько охотничьих изб и бараков. Притоки — Вадъявож (левый), Ваня-Ёль (правый). Впадает в Печору чуть выше деревни Русаново.

## Данные водного реестра
По данным государственного водного реестра России относится к Двинско-Печорскому бассейновому округу, водохозяйственный участок реки — Печора от истока до водомерного поста у посёлка Шердино, речной подбассейн реки — Бассейны притоков Печоры до впадения Усы. Речной бассейн реки — Печора.
Код объекта в государственном водном реестре — 03050100112103000060245.